# Kisbajom
Kisbajom ist eine ungarische Gemeinde im Kreis Nagyatád im Komitat Somogy.

## Geografische Lage
Kisbajom liegt gut 13 Kilometer nordöstlich der Kreisstadt Nagyatád. Nachbargemeinden sind Szabás und Kutas.

## Sehenswürdigkeiten
- 1956er-Denkmal (1956-os emlékmű)
- Reformierte Kirche, erbaut 1847, umgebaut 1870
- Reformiertes Pfarrhaus, erbaut 1849
- Römisch-katholische Kirche Rózsafüzér királynéja
- Traditionelle Wohnhäuser (Freilichtmuseum)

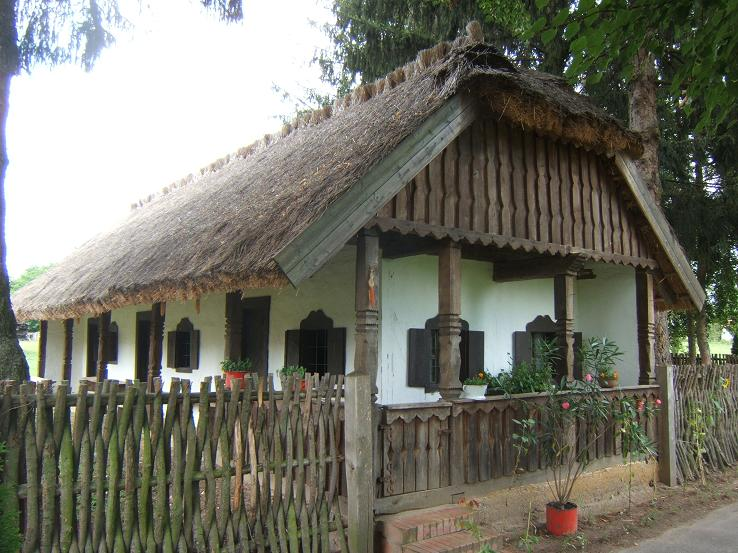
Traditionelles Wohnhaus

## Verkehr
Kisbajom ist nur über die Nebenstraße Nr. 66144 zu erreichen, zwei Kilometer westlich verläuft die Landstraße Nr. 6619.
Es bestehen Busverbindungen über Szabás, Nagykorpád und Lábod nach Nagyatád sowie nach Kutas, wo sich der nächstgelegene Bahnhof befindet.